# Heliciopsis
Heliciopsis es un género de árboles perteneciente a la familia Proteaceae. Se encuentra en el Sudeste de Asia.

## Taxonomía
Heliciopsis fue descrito por Hermann Otto Sleumer y publicado en Blumea 8: 79. 1955. La especie tipo es: Heliciopsis velutina (Prain) Sleumer. 

## Especies
- Heliciopsis cockburnii, Kochummen
- Heliciopsis lanceolata, (Koord. & Valeton) Sleumer
- Heliciopsis montana, Sym. ex Kochummen
- Heliciopsis rufidula, Sleumer
- Heliciopsis whitmorei, Kochummen